# Chatarina Larsson
Ingrid Chatarina Larsson (født 2. april 1947 i Stockholm) er en svensk skuespillerinde. Hun er uddannet fra Teaterhögskolan i Malmö.
Larsson blev i 1997 nomineret til en Guldbagge for bedste kvindelige birolle i Nu är pappa trött igen (1996), der er skrevet og instrueret af Marie-Louise Ekman.

## Udvalgt filmografi
- En fyr og hans pige (1975)
- Den alvorlige leg (1977)
- Stortyven (1979)
- Freud flytter hjemmefra (1991)
- Nu är pappa trött igen (1996)
- Skærgårdsdoktoren (tv-serie, 1998)
- Søen (1999)
- Det store gennembrud (1999)
- Bekendelsen (tv-serie, 2001)
- En forelskelse (2001)
- Carambole (2005)
- Kim Novak badede aldrig i Genesarets sø (2005)
- Kommissionen (tv-serie, 2005)
- Wallander (tv-serie, 2005-2006)
- Vidunderlig og elsket af alle (2007)
- Anna Pihl (tv-serie, 2008)
- Vi hade i alla fall tur med vädret – igen (2008)
- Vores venners liv (tv-serie, 2010)
- Maria Wern (tv-serie, 2011)
- Cockpit (2012)
- Modus (tv-serie, 2015)
- En mand der hedder Ove (2015)
- Beck (tv-serie, 2016)
- Af sporet (2022)
- Veronika (tv-serie, 2024)